# Pom Klementieff
Pom Alexandra Klementieff (Quebec, 3 de mayo de 1987) es una actriz y modelo canadiense de ascendencia coreana, rusa y francesa, conocida principalmente por interpretar a Mantis en el Universo Cinematográfico de Marvel, actuando en las películas Guardianes de la Galaxia vol. 2 (2017), Avengers: Infinity War (2018), Avengers: Endgame (2019), Thor: Love and Thunder (2022) y Guardianes de la Galaxia vol. 3 (2023).

## Primeros años
Pom Klementieff nació en Quebec, Canadá, de madre coreana y padre rusofrancés. Klementieff posee nacionalidad francesa; no posee la ciudadanía canadiense a pesar de haber nacido ahí debido a que, según el Ius soli, los hijos de diplomáticos no pueden obtener una doble nacionalidad. Tenía un hermano mayor, Namou, que falleció. Sus padres eligieron el nombre "Pom" porque es similar a la pronunciación de las palabras coreanas para "primavera" (봄) y "tigre" (범). Klementieff vivió en Canadá durante un año. Debido al trabajo de su padre, la familia viajaba constantemente. Vivió en Japón y en Costa de Marfil antes de establecerse en Francia. Klementieff dijo más tarde que viajar a una edad temprana le dio un "alma gitana".
El padre de Klementieff murió de cáncer cuando ella tenía cinco años, y su madre era esquizofrénica e incapaz de cuidar a los niños, por lo que Klementieff fue criada por sus tíos paternos. Su tío murió en su décimo octavo cumpleaños, y su hermano murió por suicidio en su cumpleaños número 25. Klementieff asistió brevemente a la escuela de leyes después de la muerte de su tío para apaciguar a su tía, pero no encontró la trayectoria de la carrera atractiva. También trabajó como camarera y vendedora en Francia. Comenzó a actuar a los 19 años en la escuela de teatro Cours Florent en París. A los pocos meses de su educación, ganó un concurso de teatro que le otorgó clases gratuitas durante dos años con los mejores maestros de la escuela.

## Carrera
El primer trabajo profesional de Klementieff fue en la película independiente francesa Après lui (2007), retratando a la hijastra de la protagonista, interpretada por Catherine Deneuve. El rodaje de sus escenas tardó tres días. Durante una escena, Klementieff debía empujar a alguien por unas escaleras, pero accidentalmente cayó ella misma por las escaleras y el director Gaël Morel incluyó esa toma en la película. Su primer papel protagonista fue en Loup (2009), una película francesa sobre una tribu de pastores de renos en las montañas de Siberia. Durante el rodaje, Klementieff permaneció en un campamento, a horas del pueblo más cercano, donde las temperaturas bajaron muy por debajo de los cero grados. Durante la filmación hizo amistad con los nómadas que vivían allí, trabajó con lobos reales, montó renos y nadó con un caballo en un lago.

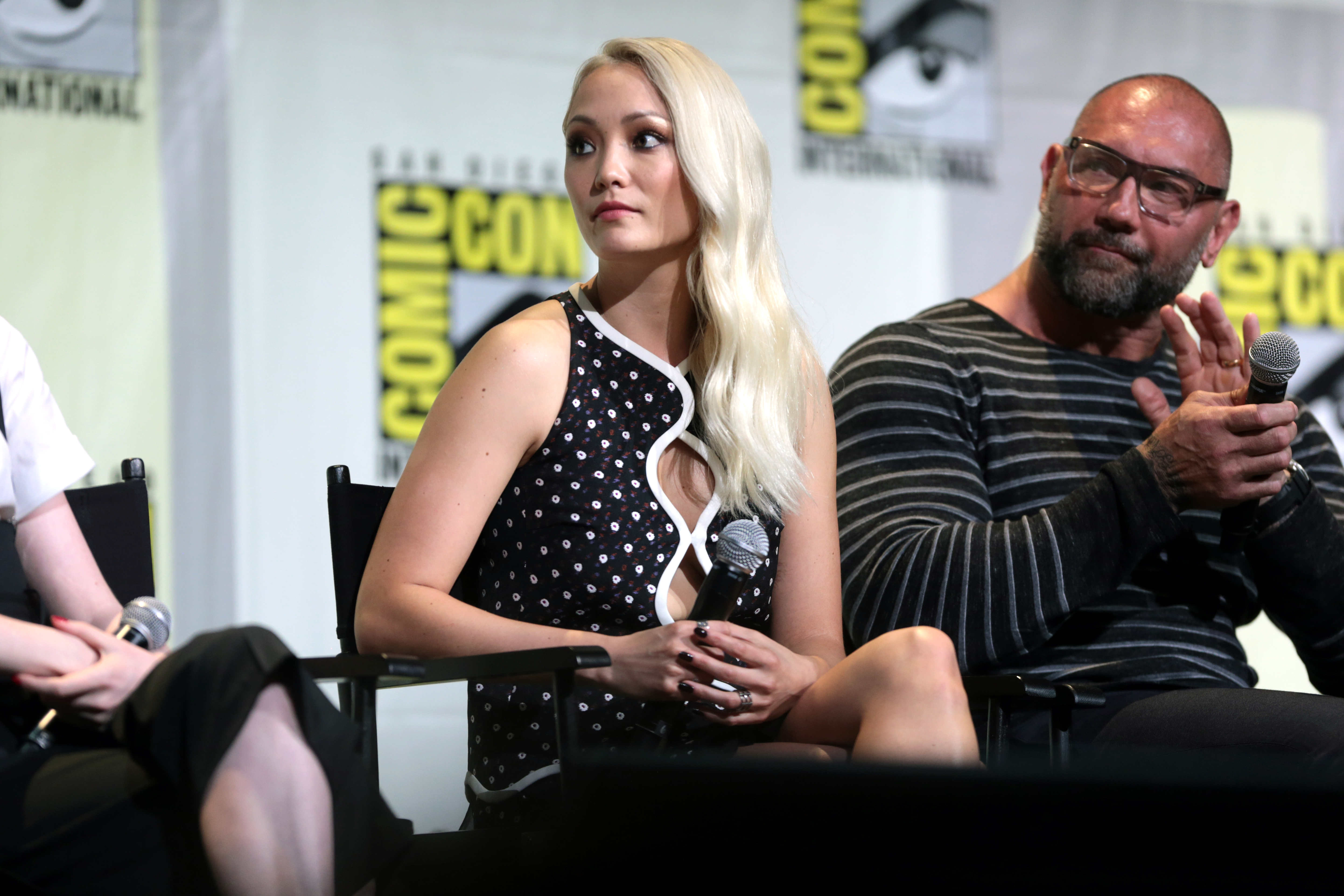
Pom Klementieff durante la San Diego Comic Con 2016.

Klementieff hizo su debut en Hollywood en la película de Spike Lee Oldboy (2013), una adaptación de la película surcoreana del mismo nombre estrenada en 2003. Klementieff retrató a Haeng-Bok, la guardaespaldas del antagonista, interpretado por Sharlto Copley. Aficionada a la película original, Klementieff oyó hablar del proyecto a través de Roy Lee y tomó clases de boxeo y taekwondo después de averiguar sobre el papel. Luego de mostrar sus habilidades de boxeo durante su audición, Lee le pidió que regresara a su casa y volviera con un traje más femenino y maquillaje, al igual que su personaje en la película. Ella contribuyó con parte de su ropa al vestuario del personaje, y entrenó a tres horas por día durante dos meses para una pelea en pantalla con el protagonista de la película, Josh Brolin.
Klementieff se trasladó a Los Ángeles después de filmar Oldboy y comenzó a asistir a más audiciones en Hollywood. Continuó practicando taekwondo después de la película y obtuvo un cinturón púrpura. Su siguiente papel de importancia fue en la película Hacker's Game (2015), donde Klementieff utilizó sus habilidades de boxeo una vez más, y debido al bajo presupuesto de la película, tuvo que hacer su propio maquillaje y escogió su propio vestuario. Fue su idea teñirse el pelo púrpura para el papel, a lo que los directores primero objetaron, pero más tarde accedieron. Luego de este proyecto, se unió al Universo Cinematográfico de Marvel para interpretar el papel de Mantis en Guardianes de la Galaxia vol. 2 (2017).

## Filmografía

### Películas
| Año  | Título                                      | Personaje            | Ref.  |
| ---- | ------------------------------------------- | -------------------- | ----- |
| 2007 | After Him                                   | Emilie               |       |
| 2008 | El camino fácil                             | NHI                  |       |
| 2009 | Loup                                        | Nastazya             |       |
| 2011 | Borderline                                  | Naomi                |       |
| 2011 | Delicacy                                    | La Camarera          |       |
| 2011 | Sleepless Night                             | Lucy                 |       |
| 2011 | Love Lasts Three Years                      | Julia                |       |
| 2011 | Silhouettes                                 | Valerie              |       |
| 2012 | Radiostars                                  | La chica de la pizza |       |
| 2012 | Porn in the hood                            | Tia                  |       |
| 2013 | Paris Or Perish                             | Jess                 |       |
| 2013 | Oldboy                                      | Haeng-Bok            |       |
| 2015 | Hacker's Game                               | Loise                |       |
| 2017 | Newness                                     | Bethany              |       |
| 2017 | Ingrid Goes West                            | Harley Chung         |       |
| 2017 | Guardianes de la Galaxia vol. 2             | Mantis               | [ 7 ] |
| 2018 | Avengers: Infinity War                      | Mantis               | [ 8 ] |
| 2019 | Avengers: Endgame                           | Mantis               | [ 8 ] |
| 2019 | Uncut Gems                                  | Lexus                |       |
| 2019 | The Addams Family                           | Layla y Kayla (voz)  |       |
| 2021 | Thunder Force                               | Laser                |       |
| 2021 | The Suicide Squad                           | Bailarina (cameo)    |       |
| 2022 | Thor: Love and Thunder                      | Mantis               |       |
| 2022 | The Guardians of the Galaxy Holiday Special | Mantis               |       |
| 2023 | Guardianes de la Galaxia vol. 3             | Mantis               |       |
| 2023 | Misión imposible: Sentencia mortal          | Paris                |       |
| 2024 | The Killer's Game                           | Marianna             |       |
| 2025 | Misión imposible: Sentencia final           | Paris                |       |

### Series
| Año  | Título           | Personaje | Notas       |
| ---- | ---------------- | --------- | ----------- |
| 2009 | Pigalle, la nuit | Sandra    | 8 episodios |
| 2019 | Black Mirror     | Roxette   | 1 episodio  |
| 2020 | Westworld        | Martel    | 3 episodios |

### Televisión
| Año  | Título                                      | Personaje | Notas          |
| ---- | ------------------------------------------- | --------- | -------------- |
| 2022 | The Guardians of the Galaxy Holiday Special | Mantis    | Especial de TV |